# Roser Serra
María Roser Serra Carandell (Barcelona, 30 de agosto de 1971) es una exfutbolista española que fue portera internacional.

## Trayectoria
Empezó a practicar el fútbol a los catorce años y jugó en el Fútbol Club Barcelona –entonces llamado Club Femenino Barcelona– entre 1991 y 1996. Con el club blaugrana ganó el primer título oficial de la sección, la Copa de la Reina de 1994. También jugó en el Arsenal Women FC (1996-97) y regresó al club blaugrana (1998-99), donde se retiró del deporte con veintiocho años. Debutó como internacional el 21 de octubre de 1990 con la selección española en la que participó una treinta ocasiones entre 1990 y 1996. Destacó su actuación en el partido de vuelta contra Inglaterra que dio la clasificación a la selección española para poder participar en la Eurocopa de 1997, donde consiguió la medalla de bronce.
Serra representó a España a nivel internacional sénior. Durante la fase de clasificación para la Eurocopa femenina de 1997, mantuvo la portería en el empate 1–1 en Suecia, así como en la derrota en casa por 8–0 en el partido de vuelta. En septiembre de 1996, Serra fue reconocida como la mejor jugadora del partido cuando España eliminó a Inglaterra en el play–off. Fue seleccionada para la fase final y jugó en la derrota de España por 2–1 ante Italia en la semifinal.
Las 20 jugadoras seleccionadas para este torneo fueron: Roser Serra, Marina Nohález, Judith Corominas, Toña Is, Arantza Del Puerto, Beatriz García, Rosa Castillo, María Luisa Puñal, Mar Prieto, Alicia Fuentes, Yolanda Mateos, Maider Castillo, Eli Capa, Vanessa Gimbert, María Isabel Parejo, María Jesús Pal, Silvia Zarza, Auxi Jiménez, María Ángeles Parejo y Arrate Guisasola.
A nivel de clubes, Serra pasó un período jugando semi-profesionalmente con el Arsenal en Londres, antes de regresar a Barcelona.
Posteriormente, ha sido crítica respeto a la falta de visibilidad del fútbol femenino en España durante la década de 1990 y por el trato abusivo y humillante del entonces seleccionador estatal, Ignacio Quereda.